# Томас Кірк
Томас Кірк (англ. Thomas Kirk, 18 січня 1828 — 8 березня 1898) — британсько-новозеландський ботанік.

## Біографія
Томас Кірк народився у місті Ковентрі 18 січня 1828 року.
У 1863 році він виїхав до Нової Зеландії.
Незабаром після переїзду Кірк розпочав колекціонувати ботанічні зразки. Він підготував багато папоротей та інших рослин для виставки у Новій Зеландії, яка відбулася у місті Данідін в січні 1865 року.
Кірк брав участь у ряді ботанічних експедицій, написав та опублікував звіти про результати цих експедицій.
На початку 1874 він переїхав у Веллінгтон та до 1880 викладав природничі науки у коледжі Веллінгтона, який потім був філією університету Нової Зеландії. Кірк виявився досвідченим педагогом, користувався повагою співробітників та студентів. У 1874 році він став членом філософського товариства Веллінгтона, у 1878 та у 1879 роках займав посаду президента цього товариства.
У 1881-1882 роках Кірк був призначений викладачем природознавства у Lincoln College, у Кентербері, та ще повертався до викладання у 1883 та 1884 роках.
У 1884 році уряд Нової Зеландії доручив йому скласти звіт про лісову флору країни та призначив його головним хранителем лісів у 1885 році.
Він був членом Ботанічного товариства Британських островів та Лондонського Ліннеївського товариства (1871).
Томас Кірк помер у Веллінгтоні 8 березня 1898 року. Сер Джозеф Долтон Гукер написав про смерть Кірка: "Це велика втрата для ботаніки, не було іншого ботаніка у Південній півкулі окрім покійного Фердинанда Мюллера, який міг би зрівнятися з ним, і я протягом багатьох років шукав науковця для роботи із лісовою флорою Нової Зеландії. Його роботи мають дуже велике наукове значення".

## Наукова діяльність
Томас Кірк спеціалізувався на папоротеподібних та на насіннєвих рослинах.

## Окремі публікації
- The Durability of New Zealand Timbers (1875)
- Forest Flora New Zealand (1889).
- Students’ Flora New Zealand (1898).[7]

## Почесті
Гаррі Говард Бартон Аллан (1882—1957) назвав на його честь рід рослин Kirkianella родини Айстрові.
На його честь було також названо багато видів рослин, у тому числі:
- Sclerochiton kirkii C.B.Clarke
- Cheilanthes kirkii J.B.Armstr.
- Doryopteris kirkii (Hook.) Alston
- Centemopsis kirkii Schinz
- Lannea kirkii Burtt Davy
- Searsia kirkii (Oliv.) Moffett
- Macledium kirkii (Harv.) S.Ortiz
- Combretum kirkii M.A.Lawson
- Crassula kirkii (Allan) A.P.Druce & Given
- Euphorbia kirkii (N.E.Br.) Bruyns
- Ledebouria kirkii (Baker) Stedje & Thulin
- Gossypioides kirkii (Mast.) Skovst.
- Meliosma kirkii Hemsl. & E.H.Wilson